# Brachiaria schoenfelderi
Brachiaria schoenfelderi är en gräsart som beskrevs av Charles Edward Hubbard och Herold Georg Wilhelm Johannes Schweickerdt. Brachiaria schoenfelderi ingår i släktet Brachiaria och familjen gräs.
Artens utbredningsområde är Namibia. Inga underarter finns listade i Catalogue of Life.